# Първенство на България по футбол 1941
Тази статия представя държавното първенство на България по футбол през сезон 1941 г.. В началото на този сезон Националната футболна дивизия е разформирована. Причините за това са две: големите разходи за състезаващите се клубове и от друга страна недоволството на отборите извън столицата от големия брой столични отбори – за сезон 1940/41 седем от десет. Първоначално се взема решение Дивизията да се намали на осем отбора, от които три от София, два от Варна и не повече от един от останалите области. Така съставът е: ЖСК, Левски и Славия от София, Тича и Владислав от Варна (Владислав се спасява от изпадане), Спортклуб от Пловдив (не се позволява участие на Ботев (Пловдив) като втори отбор от Пловдив), Напредък (Русе)(замества Левски (Русе), който първоначално избягва изпадане, но е изключен от БНСФ до 1943 година заради напускането на терена на финала за Царската купа 1939/1940 г.) и друг неизвестен отбор. Това предизвиква голямо вълнение сред клубовете от София, но се изиграват поне два мача по новия формат преди да се разпусне дивизията.
Подновява се отново системата на елиминация между първенците на спортните области, прилагана от 1924 до 1937 г., но с някои промени в регламента:
- Участват 12 отбора: 3 от София, 2 от Варна и по един от Пловдив и Русе и от „новоосвободените земи“ – части от Вардарска Македония и Беломорска Тракия, администрирани от българската държава по това време – директно. За останалите места БНСФ създава две футболни дивизии от по 8 отбора, първите два отбора от които печелят квоти за по-нататъшно участие в шампионата.
  - „Северобългарска“ футболна дивизия – състои се от шестте победители от спортните области, различни от Варненска и Русенска и допълнителни отбори от Врачанска и Бдинска спортна област. ** „Южнобългарската“ футболна дивизия се състои от два отбора от Старозагорска, по един от Рилска, Тунджанска и Хасковска и три от Пловдивска, независимо, че имат директно класиран отбор.
- Победителят в двойките във всички кръгове на състезанието се определя след две срещи на разменено гостуване, вместо след една;
- при разменени победи продължава отборът с по-добра голова разлика от двете срещи. При равна голова разлика се дава допълнително време, при ново равенство се играе трета среща.

## Участници
| Варненска спортна област         | 1.Владислав (Варна)       | 2.Тича (Варна)              |                |
| Русенска спортна област          | 1.Напредък (Русе)         |                             |                |
| Северобългарска футболна дивизия | 1.Цар Крум (Бяла Слатина) | 2.Хаджи Славчев (Павликени) |                |
| Софийска спортна област          | 1.ФК`13 (София)           | 2.Славия (София)            | 3.ЖСК (София)1 |
| „Новоосвободени земи“            | 1.Македония (Скопие)      |                             |                |
| Пловдивска спортна област        | 1.Парчевич (Пловдив)      |                             |                |
| „Южнобългарска футболна дивизия“ | 1.Спортклуб (Пловдив)     | 2.Левски (Пловдив)          |                |

Забележка:
1. ЖСК – Железничарски спортен клуб.

## 1 кръг
| ФК`13 (София)           | Владислав (Варна)         | 3:0 служ. | 3:0 служ.  | 6:0 общ резултат |
| Цар Крум (Бяла Слатина) | Парчевич (Пловдив)        | 6:1       | 1:0        | 7:1 общ резултат |
| Левски (Пловдив)        | Хаджи Славчев (Павликени) | 4:1       | 0:1        | 4:2 общ резултат |
| Напредък (Русе)         | ЖСК (София)               | 1:3       | 2:1        | 3:4 общ резултат |
| Тича (Варна)            | Славия (София)            | 1:3       | 2:1        | 3:4 общ резултат |
| Македония (Скопие)      | Спортклуб (Пловдив)       | 2:1       | 0:3 служ.1 | 2:4 общ резултат |

Забележка:
1. Първоначално мачът завършва 0:1 и съгласно регламента съдията назначава допълнително време. В осмата минута на допълнителното време реферът отстранява играч от Македония и отборът напуска терена в знак на протест. След това се присъжда резултат 0:3 за Спортклуб.

## 2 кръг
| Славия (София)          | ФК`13 (София)    | 0:0 | 4:1  | 4:1 общ резултат   |                 |
| Цар Крум (Бяла Слатина) | Левски (Пловдив) | 0:0 | 2:21 | 2:3 прод. след 1:1 | 4:1общ резултат |
| Спортклуб (Пловдив)     | ЖСК (София)      | 0:2 | 0:1  | 0:3 общ резултат   |                 |

1. Във втория мач, завършил 2:2 в редовното време, съдията не дава допълнително време. Третия мач се играе отново в Пловдив и завършва с ново равенство – 1:1 с допълнително време, в което Левски надделява. Цар Крум обаче оспорват резултата заради недаването на допълнително време във втория мач и претендират, че третия е трябвало да се играе на неутрален терен. Последното не е ясно регламентирано в тогавашните правилници и решение не е взето и напред продължава Левски.

## 3 кръг – 1/2 финали
| Левски (Пловдив) | Славия (София) | 0:3 | 0:2 | 0:5 общ резултат |
| ЖСК (София)      | почива         |     |     |                  |

## Финали

### Първи финал
| 21 септември 1941, гр. София |     |                |
|                              |     |                |
| ЖСК (София)                  | 0:0 | Славия (София) |

### Втори Финал
| 28 септември 1941, гр. София |     |             |
|                              |     |             |
| Славия (София)               | 2:1 | ЖСК (София) |

голмайстори:
- Георги Филипов и Александър Белокапов за Славия (София);
- Вучко Йорданов – за (ЖСК).

## Държавен първенец
Славия (София):
Димитър Антонов, Димитър Зографов, Тодор Байкушев, Георги Китанов (капитан), Илия Андонов, Светослав Инджев, Александър Попов, Георги Янков, Манол Николов, Христо Зарев, Христо Евтимов, Георги Филипов, Христо Андонов, Александър Белокапов, Тодор Дамев.